# کلاغ (سرده)
کَلاغ‌ها یا زاغ‌ها  (نام علمی: Corvus) پرندگانی از سرده‌ای از پرندگان است از راستهٔ گنجشک‌سانان (سبک بالان)از خانوادهٔ کلاغان (Corvidae) که دارای اندازه‌ای بزرگ یا متوسط بوده و بین ۳۴ تا ۷۰ سانتی‌متر طول دارند. کلاغ‌ها دارای پرهای سیاه و تیره بوده و بسته به نوع گونه می‌توانند در قسمت سر و بال و دم و گردن دارای پرهای سیاه یا خاکستری مایل به سفید باشند. نوک کلاغ‌ها بلند و قوی و کمی خمیده بوده و پاها قدرتمند و دم کوتاه است. رنگ چشم در بیشتر کلاغ‌ها سیاه است اما در برخی گونه‌های استرالیایی چشم‌ها دارای رنگ روشن هستند.
کلاغ‌ها همه‌چیزخوار بوده و از حشرات، جانوران و لاشهٔ آن‌ها و انواع مختلفی از گیاهان، دانه‌ها و همچنین زباله‌های دفع‌شده انسان تغذیه می‌کنند. طول عمر در کلاغ‌ها نسبتاً طولانی است.
تاکنون ۴۵ گونه از کلاغ‌ها شناسایی شده‌اند. همچنین ۱۴ گونه منقرض‌شده از این پرندگان نیز تاکنون شناسایی و شرح داده شده‌اند. این پرندگان، پراکندگی بسیار زیادی در سرتاسر جهان داشته و به‌جز مناطقی از آمریکای جنوبی و مناطق قطبی و تعدادی از جزایر، در دیگر مناطق جهان ثبت شده‌اند.

## ویژگی‌های زیستی
کلاغ‌ها نه تنها باهوش‌ترین پرندگان هستند، بلکه از جمله باهوش‌ترین جانوران هستند و رفتارهای اجتماعی جالبی همچون بازی کردن، همکاری و دفاع از یکدیگر را بروز می‌دهند. کلاغ‌ها معمولاً در دسته‌های بزرگ و در کنار هم زندگی می‌کنند. مطالعات اخیر نشان می‌دهد برخی گونه‌های کلاغ، نه تنها توانایی استفاده از ابزار را دارند، بلکه توانایی ساخت ابزار را نیز دارند. بررسی‌های هوش‌سنجی جانوران، نشان می‌دهند که کلاغ‌ها از باهوش‌ترین جانوران هستند. ضریب مغزی در گونه‌هایی از کلاغ‌ها با برخی از نخستی‌ها برابری می‌کند.
گونه‌های کلاغ به سه دسته تقسیم می‌شوند: تماماً سیاه یا سیاه و کمی سفید یا هم دارای پروبال خاکستری رنگ می‌باشند. کلاغ‌ها نوک و پاهای قوی دارند. در این پرندگان، دودیسی جنسی کمتر مشاهده می‌شود.

## طول عمر
باور عمومی در این باره که کلاغ عمری چند صد ساله دارد باوری غیرعلمی است. بیش از هشتاد درصد از کلاغ‌ها در سن کمتر از یک‌سالگی می‌میرند. بعضی کلاغ‌ها ممکن است تا حدود ۲۰ سال عمر کنند و پیرترین کلاغ آمریکایی در طبیعت حدوداً ۳۰ سال زیسته است. همچنین سن مسن‌ترین کلاغی که در اسارت زندگی کرده به ادعای صاحب این پرنده، ۵۹ سال ثبت شده است.

## هوش

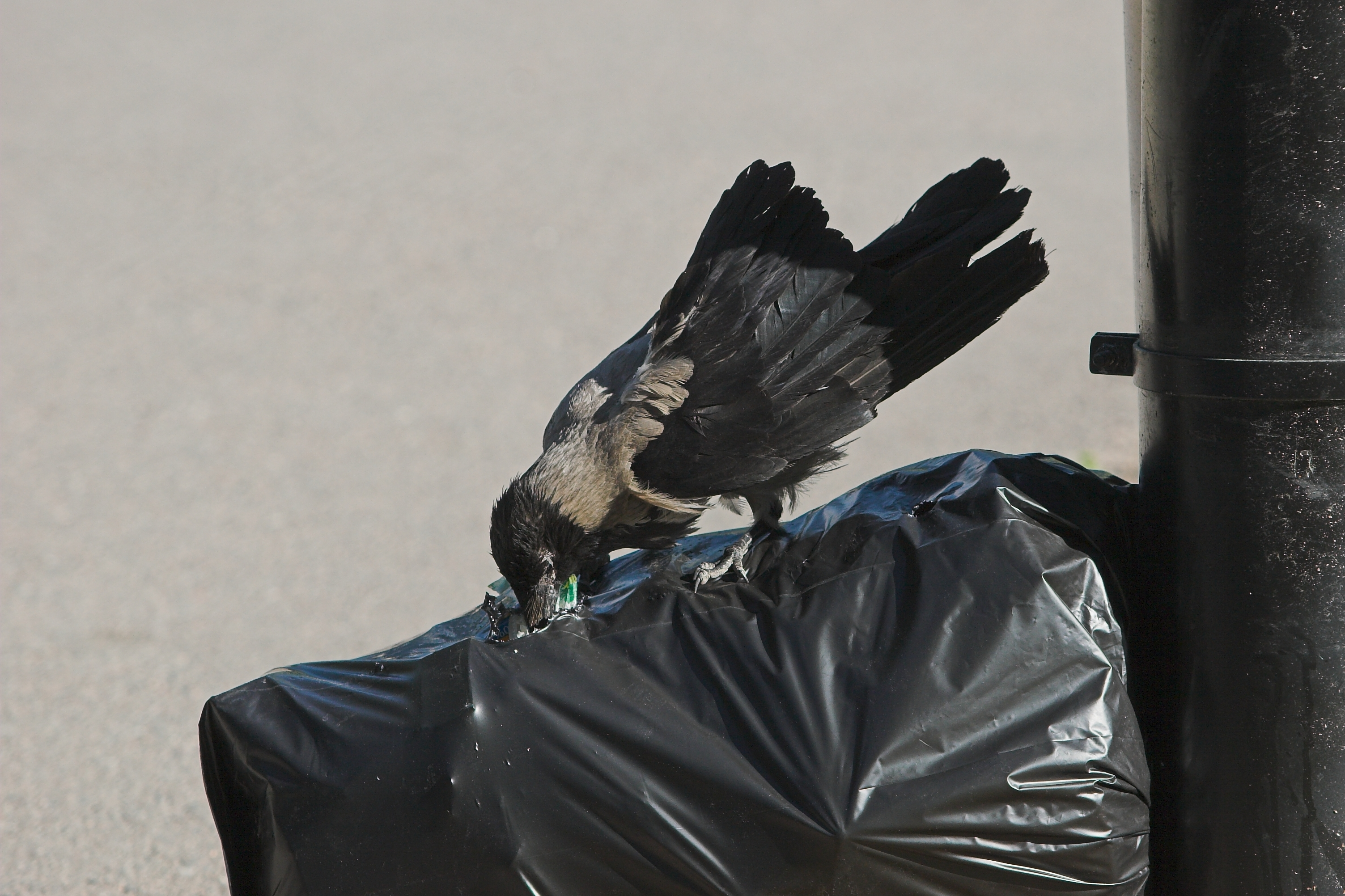
کلاغ در حال پاره کردن کیسه زباله.

هر چند که در پرندگان، بزرگ‌ترین مغز متعلق به طوطی است ولی کلاغ‌ها در بین پرندگان، باهوش‌ترین هستند و نسبت مغز به جثهٔ کلاغ همانند پستانداران است.
کلاغ کالدونیای جدید یک گونه از کلاغ است که توانایی به‌کارگیری ابزار را دارد و بومی کالدونیای جدید می‌باشد. این پرنده می‌تواند قلاب بسازد و از آینه استفاده کند.
کلاغ‌ها حافظه دقیقی در مورد چهره انسان‌ها دارند. کلاغ‌ها قادر به تشخیص تفاوت بین یک چهره مهربان و چهره خطرناک و همچنین هشدار وضعیت خطر به همنوع‌های خود هستند.
این پرندگان که در هوشمندی مانند شامپانزه‌ها هستند چهره کسی را که سبب تهدید یا خطری برای‌شان شود، حداقل به مدت ۵ سال، فراموش نخواهند کرد. گروهی از دانشمندان دانشگاه واشینگتن این موجودات را برای مدتی طولانی مورد بررسی قرار دادند. آن‌ها در منطقه سیاتل ایالت واشینگتن دسته‌ای از کلاغ‌ها را از طریق فردی که ماسکی با ظاهر خطرناک به چهره داشت و پرنده‌ها را به دام می‌انداخت و سپس رها می‌کرد، روبرو کردند.
بعد از ۵ سال از این آزمایش محققان دریافتند که کلاغ‌های زیادی در آن منطقه، نسبت به این ماسک واکنش خصمانه نشان می‌دادند که این عمل آن‌ها حاکی از آن بود که پرندگان در بند، دوستان خود را از چنین خطری با خبر کرده بودند.
بر اساس تحقیق، تعداد کلاغ‌هایی که در ابتدا در آزمایش شرکت کردند، کم بود اما پس از این اتفاق، تعداد کلاغ‌هایی که از این ماسک فرار می‌کردند، افزایش یافت.

## رفتار

### تجمعات
کلاغ‌ها در گردهمایی‌هایی در فصل‌های غیرتولیدمثلی به خصوص در فصل زمستان که تعداد آن‌ها از ۲۰۰ کلاغ تا ده‌ها هزار کلاغ نیز می‌رسد شرکت می‌کنند. این تجمعات معمولاً در نزدیکی منابع غذایی بزرگ مانند مراکز خرید و مراکز دفع زباله انجام می‌گیرد.

### بازی کردن
اعمال بسیاری در کلاغ‌ها به عنوان بازی کردن ثبت شده است. بعضی از این بازی‌ها می‌تواند تمرینی برای قوی‌تر شدن باشند مثلاً حرکات چرخشی که کلاغ با همنوعان خود اجرا می‌کند، بهترین راه برای فرار از دست شاهین‌ها است. بسیاری از رفتارشناسان بازی کردن را یک ملاک هوشمندی در جانوران می‌دانند.

### برقراری ارتباط
کلاغ‌ها انواع مختلفی از صداها و آواها را برای برقراری ارتباط ایجاد می‌کنند.
همچنین کلاغ‌ها به تماس‌های سایر گونه‌ها پاسخ می‌دهند؛ احتمالاً این رفتارها آموخته می‌شوند، زیرا در مناطق مختلف، رفتارهای متفاوتی از کلاغ‌ها مشاهده می‌شود.

## تولیدمثل
کلاغ‌های ماده در سه سالگی و نرها در چهار سالگی به بلوغ جنسی می‌رسند و معمولاً تا آخر عمر به تولید مثل و زاد و ولد ادامه می‌دهند. دوره لانه سازی بیست تا چهل روز به طول می‌انجامد و از انواع مواد و الیاف و اشیا و حتی زباله‌های انسانی و مواد مصنوعی در لانه سازی استفاده می‌شود. عموماً بین سه تا نه تخم در لانه گذاشته می‌شود و سایر کلاغ‌های گروه و همچنین جوجه‌های نابالغ سال قبل نیز در نگهداری و دفاع از لانه و تغذیه و رسیدگی به جوجه‌های جدید همکاری می‌کنند.

## رژیم غذایی

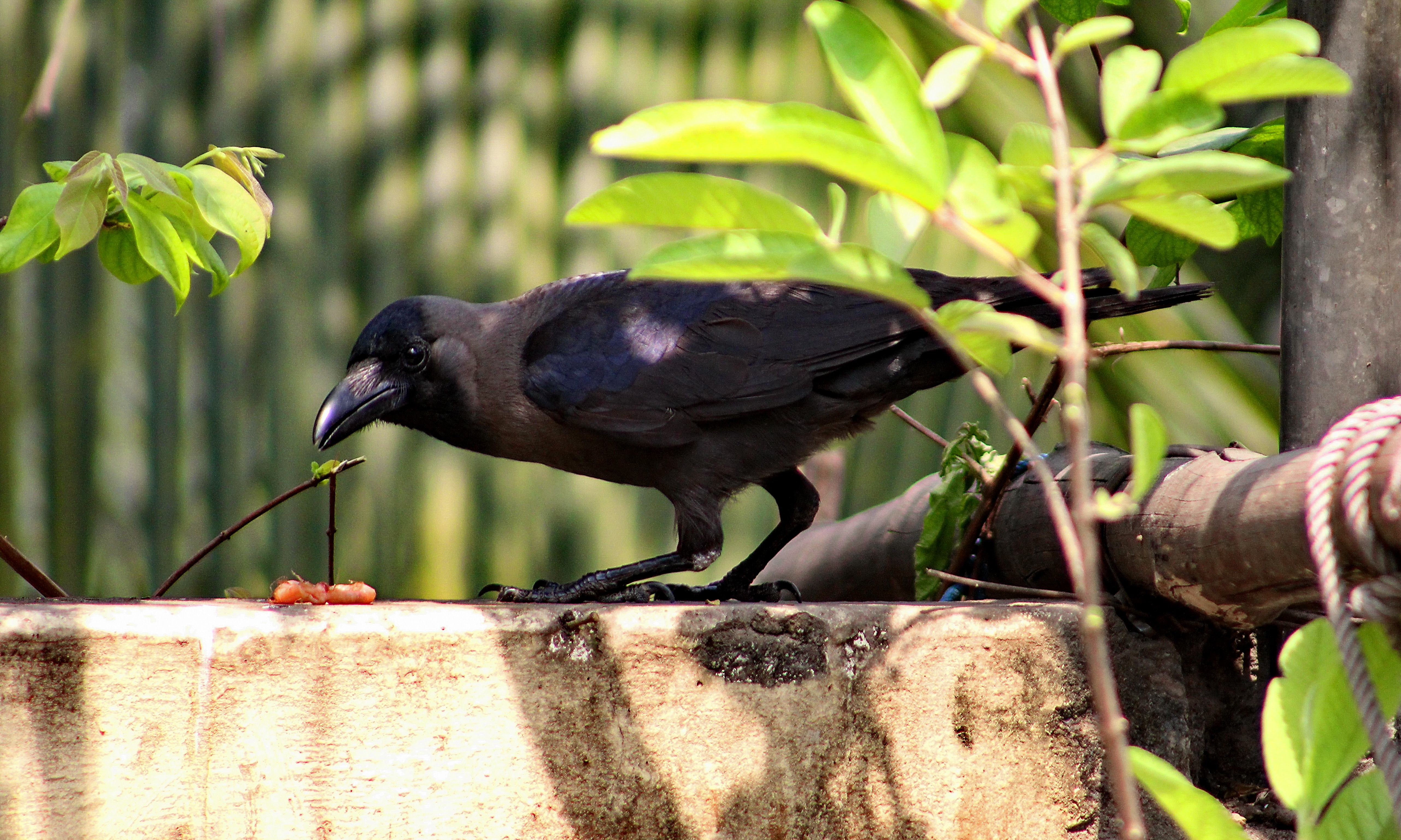
Corvus splendens or house crow resting in shadows on a rooftop with slaughterhouse refuse to eat

پیدا کردن غذا یکی از کمترین دغدغه‌های کلاغ‌ها تلقی می‌شود. آن‌ها تقریباً همه چیز می‌خورند که شامل پرنده‌های کوچک‌تر، میوه‌ها، مغزها، دانه‌ها، قورباغه، کرم خاکی، تخم دیگر پرندگان، حلزون، موش، جوجهٔ دیگر پرندگان، مردار جانوران می‌شود.

## وضعیت حفاظتی
دو گونه از کلاغ‌ها توسط سازمان‌های محیط زیستی آمریکا در خطر انقراض معرفی شده‌اند. کلاغ ماریانا به شدت در خطر انقراض بوده و فقط در گوآم و جزیره روتا دیده می‌شود و کلاغ هاوایی که در طبیعت منقرض شده و فقط تعدادی از آن در اسارت نگهداری می‌شوند. کلاغ آمریکایی با وجود کاهش ۴۵ درصدی تعداد آن از سال ۱۹۹۹ به دلیل شیوع ویروس نیل غربی، همچنان جمعیت پایداری داشته است.

## گونه‌ها

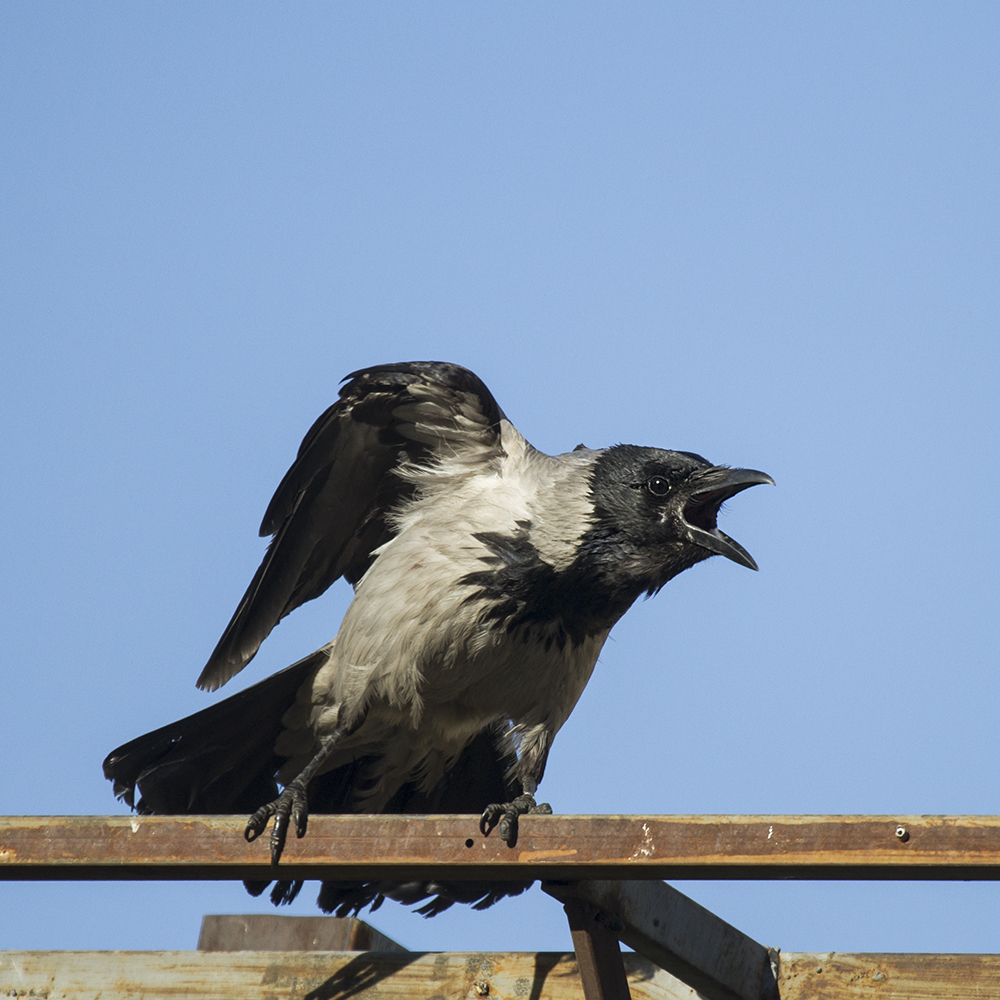
کلاغ ابلق بیشترین فراوانی را در شهرهای ایران دارد کلاغ ابلق در حال ایجاد صدا

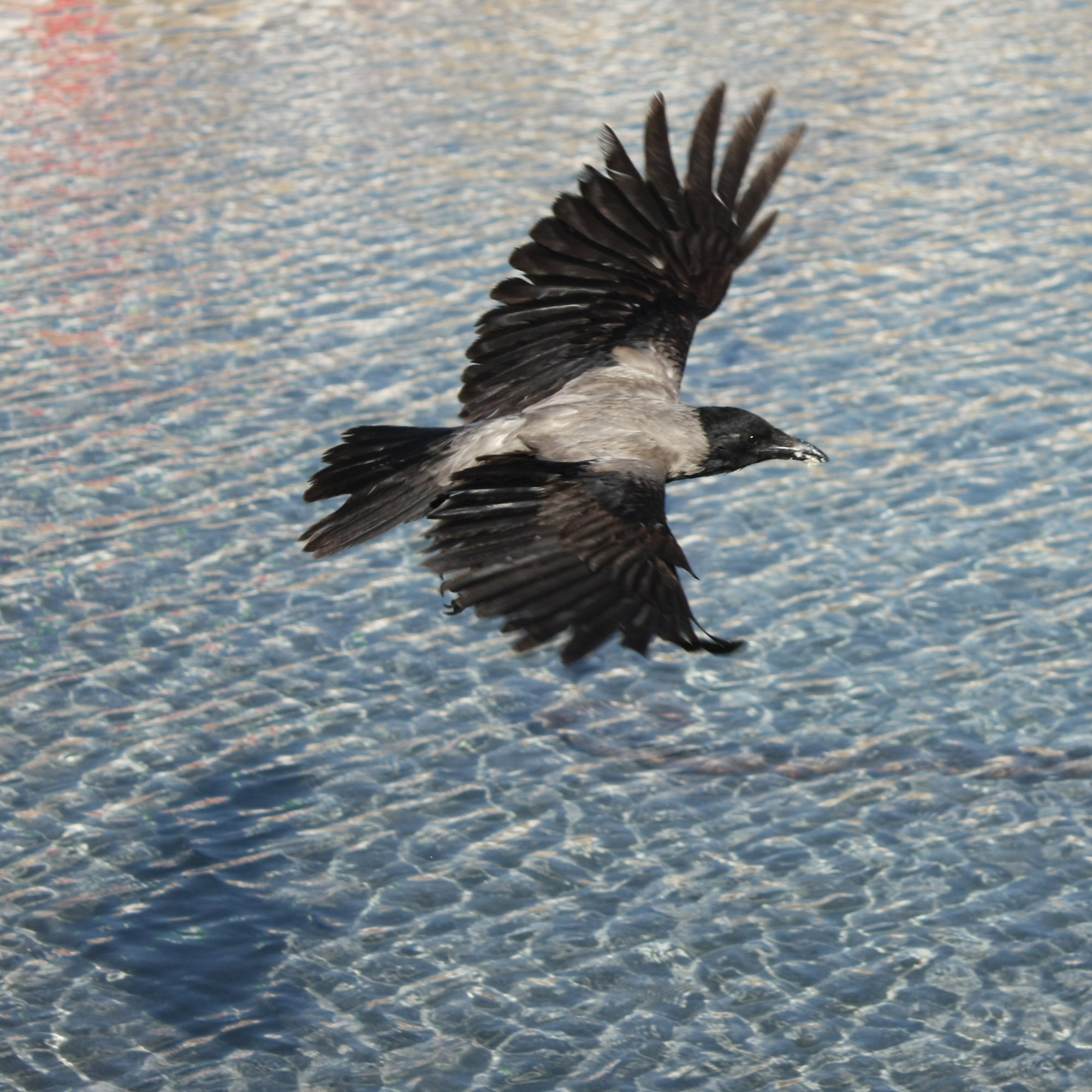
کلاغی در حال پرواز در ایران

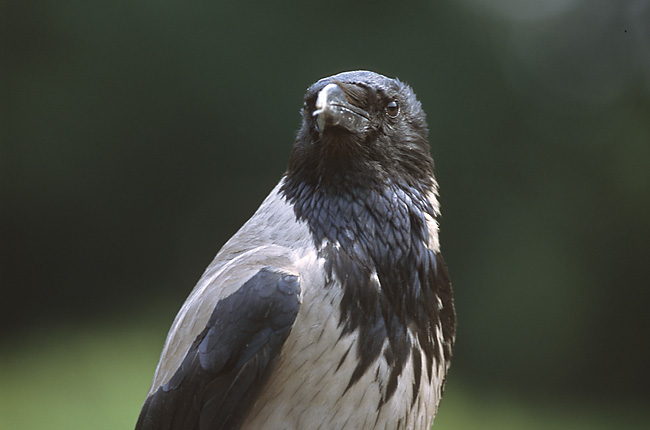
کلاغ ابلق، نژادی که در اروپا و خاورمیانه زندگی می‌کند.

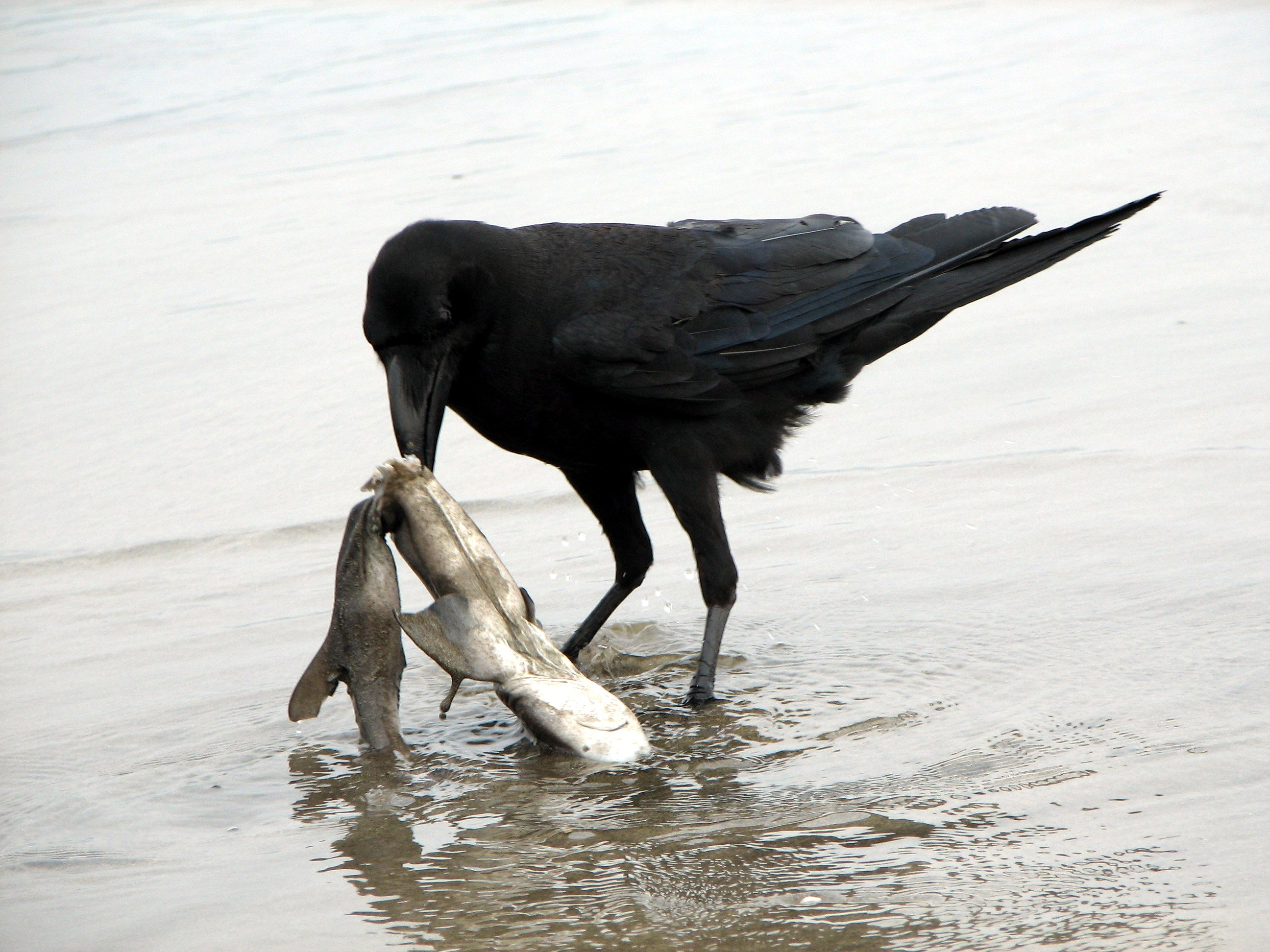
کلاغ نوک‌بزرگ در حال خوردن لاشهٔ یک کوسه در سواحل ژاپن

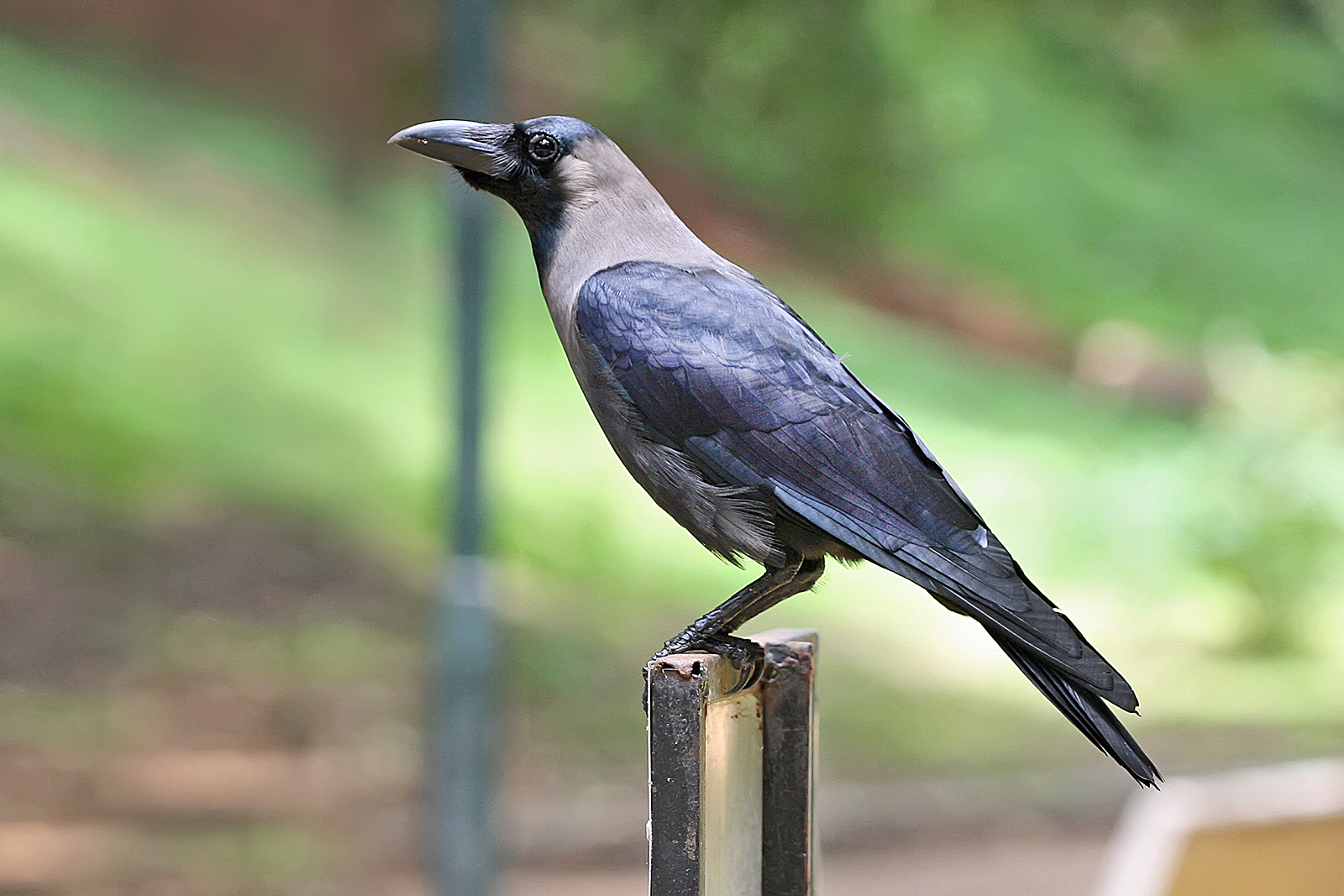
کلاغ هندی

- Corvus albicollis - غراب گردن‌سفید (جنوب، مرکز و شمال آفریقا)
- Corvus albus - کلاغ پیسه (سواحل میانی تا جنوبی آفریقا)
- Corvus bennetti - کلاغ کوچک (استرالیا)
- Corvus brachyrhynchos - کلاغ آمریکایی (ایالات متحده، جنوب کانادا و شمال مکزیک)
- Corvus capensis - کلاغ دماغه (شرق و جنوب آفریقا)
- Corvus brachyrhynchos caurinus - کلاغ شمال غربی (شبه‌جزیره المپیک تا جنوب غربی آلاسکا)
- Corvus corax - غراب معمولی (از جنوب منطقه قطب شمال تا جنوب اروپا، آسیا و نیکاراگوا)
- Corvus corone - کلاغ لاشه (غرب اروپا و شرق آسیا)
- Corvus cornix - کلاغ ابلق (شرق و شمال اروپا و خاورمیانه)
- Corvus coronoides - غراب استرالیایی (شرق و جنوب استرالیا)
- Corvus crassirostris - غراب نوک‌کلفت (اتیوپی)
- Corvus cryptoleucus - غراب چیهواهوایی (جنوب غرب آمریکا و شمال غرب مکزیک)
- Corvus dauuricus - زاغچه دوری (شرق آسیا)
- Corvus edithae - کلاغ سومالی (شرق آفریقا)
- Corvus enca - کلاغ نوک‌باریک (مالزی، فیلیپین، اندونزی)
- Corvus florensis - کلاغ فلورس (جزیره فلورس)
- Corvus frugilegus - کلاغ سیاه (اروپا، آسیا و نیوزیلند)
- Corvus fuscicapillus - کلاغ سرقهوه‌ای (گینه نو)
- Corvus hawaiiensis - کلاغ هاوایی (جزیره هاوایی)
- Corvus imparatus -کلاغ تامالیپاس (خلیج مکزیک)
- Corvus jamaicensis - کلاغ جامائیکا (جامائیکا)
- Corvus kubaryi - کلاغ ماریانا (گوام، روتا)
- Corvus leucognaphalus - کلاغ گردن‌سفید (هائیتی، دومینیکن، پورتوریکو)
- Corvus macrorhynchos - کلاغ نوک‌بزرگ (شرق آسیا، هیمالیا، هند، برمه، فیلیپین)
- Corvus meeki - کلاغ جزایر سلیمان (جزایر سلیمان شمالی)
- Corvus mellori - غراب کوچک (جنوب شرق استرالیا)
- Corvus monedula - کلاغ گردن‌بور (بریتانیا و غرب اروپا، اسکاندیناوی، آسیا)
- Corvus moneduloides - کلاغ کالدونیای جدید (کالدونیای جدید)
- Corvus nasicus - کلاغ کوبایی (کوبا)
- Corvus orru - کلاغ تورسی (استرالیا، گینه نو و جزایر هم‌جوار)
- Corvus ossifragus - کلاغ ماهی‌خور (سواحل جنوب شرقی ایالات متحده آمریکا)
- Corvus palmarum - کلاغ نخل‌نشین (کوبا، هائیتی، دومینیکن)
- Corvus rhipidurus - کلاغ دم‌بادبزنی (خاورمیانه، شمال شرق آفریقا)
- Corvus ruficolis - غراب گردن‌قهوه‌ای (شمال آفریقا، شبه جزیره عربستان، افغانستان و پاکستان)
- Corvus sinaloae - کلاغ سینالوایی (جزایر غرب مکزیک)
- Corvus splendens - کلاغ هندی (شبه‌قاره هند، خاورمیانه، شرق آفریقا)
- Corvus tasmanicus - غراب جنگلی (تاسمانی و سواحل جنوب شرق استرالیا)
- Corvus torquatus - کلاغ طوقی (شرق چین تا ویتنام)
- Corvus tristis - کلاغ خاکستری (گینه نو و جزایر همسایه)
- Corvus typicus - کلاغ لوله (اندونزی)
- Corvus unicolor - کلاغ بانگایی (جزیره بانگای اندونزی)
- Corvus validus - کلاغ نوک‌دراز (جزایر ملوک شمالی)
- Corvus violaceus - کلاغ بنفش (جزیره سرام)
- Corvus woodfordi - کلاغ نوک‌سفید (جزایر سلیمان جنوبی)